# أبامون الطوخي
أبامون الطوخي قديس وشهيد قبطي، كلّ ما نعرفه عنه من خبر موجز خصّصه له ميخائيل أسقف أتريب ومليج (نحو 1240) في السنكسار القبطي العربي (يُصادفُ عيده يوم 13 أبيب).

أصله من طوخ في أبرشية بَناء المعروفة اليوم بأبو صير بَنا، وهي مدينة تبعُد نحو عشرة أميال (16 كيلومترًا) جنوبيّ المحلّة الكبرى في محافظة الغربية. حسب المرويات القبطية أخبره الملاك ميخائيل في رؤيا له أنّهُ سيُعذَّب ويستشهد في أنصَنا (Antinoopolis) ولذلك توجّه إليها. وقد عذَّبَه الحاكم أوخيوس (Eukhious) بشتّى أنواع العذابات (كان تعذيبه كما ورد في المخطوط: "بالهنيازين، وبالنار، وبسرير الحديد المُحمّى، والسّياط، والإلقاء في مستوقد الحمّام، وسلخ جلدة الرّأس، والتجمير بالنّار")، وقام أخيرًا أريانوس بقطع رأسه. وقد أخذ يوليوس الأقفهصيّ (Kbehs) جسده، وكفّنَهُ، وحَمَلَهُ إلى بَلَدِه، كما كانت عادة هذا القِدّيس (راجع Basset, p. 76 "وصنع هذا القِدّيس آياتٍ عِظام").

ويضيف ميخائيل أُسقُف أتريب ومليج معلومة هامَّة: "وجسده الآن بالصَّعيد"، ويُخطِئ رينيه باسّيه بترجمة العبارة: Son corps est encore aujour'hui dans la Haute-Egypte ("وما زال جسدُه باقيًا إلى اليوم في مِصر العُليا"). أمّا فورجيه (I. Forget, vol. 2, p. 218, II. 33-34) فقد ترجم العبارة بشكلٍ صحيح: et illud corpus nunc im Egypto superiore asservatur ("وهذا الجسد محفوظ الآن في مصر العليا"). وفي الحقيقة كان جسده قد حُمِلَ إلى بَلَدِه طوخ، ومن المحتمل أنْ يكونَ قد نُقِلَ إلى مصر العليا (الصعيد)، في مستهلّ القرن الثالث عشر. وهذه الإشارة غامضة تدُلُّ على شخصٍ من الدلتا يكون الجنوب بالنّسبة إليه بكُلّ بساطة هو "صعيد مصر".

أمّا أبو صالح الأرمنيّ فيذكُرُ في بداية القرن الثالث عشر أنّ واحدة من كنائس البهنسا كانت على اسم أبمون، ويُشير إفِتْس (Evetts) في حاشية (انظُر التّرجمة الإنجليزيّة، ص. 210) إلى أنّهُ لا يُعرَف إن كانت الكنيسة على اسم أبامون الطوخي أو أبامون التّرنوطي، الذي ينعقد عيدُه في يوم 27 أبيب.

وثمّة أسباب عديدة للافتراض أنّ الكنيسة على اسم أبامون الطوخي. السّبب الأوّل هو أنَّ يوليوس الأقفهصي، والذي كان من منطقة البهنسا ذاتها، اهتم شخصيًّا بهذا الشهيد، لا بالآخر. والسَّبب الثاني الذي يُقدِّمُه السنكسار أنّ جسد الشهيد كان في ذلك الوقت في الصَّعيد، وهذا يستدعي تكريمًا حول الكنيسة. يُكِّد السنكسار أخيرًا أنّه كان يجري كثير من المعجزات، ويرتبط هذا أيًَا دائمًا بوجود كنيسة على اسم الشّهيد.